# 小行星3920
小行星3920（3920 Aubignan）是一颗绕太阳运转的小行星，为火星轨道穿越小行星。该小行星于1948年11月28日发现。

## 轨道参数
小行星3920的轨道半长轴为2.2542132 UA，离心率为0.272。